# Nematocyste

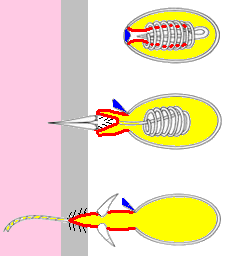
Drie stadia van een geactiveerde netelcel

Een nematocyst is een organel dat zich binnenin de cnidocyt (netelcel) bevindt. Een cnidocyt is de cel waarin de nematocyst zich bevindt en is een van de belangrijkste celtypen van cnidaria. De nematocyst is verantwoordelijk voor het steken of vastgrijpen van prooien en/of verdediging tegen roofdieren. Wanneer een prikkel (bijvoorbeeld een aanraking) de cnidocyt bereikt, wordt de nematocyst geactiveerd en schiet hij uit de cnidocyt in de richting van de prikkel. Hierbij komt een harpoen-achtige structuur vrij die de prooi vastgrijpt of die gifstoffen afgeeft om een roofdier af te weren.
Een nematocyste bestaat grotendeels uit een holte met vloeistof, waarin een lange draad opgerold ligt als een helix. Aan het eind van deze draad zit het harpoentje. Als het kapsel geactiveerd wordt, schiet de draad eruit. De activering kan op verschillende manieren verlopen. Zoetwaterpoliepen hebben hiervoor een trilhaartje dat bij aanraking de harpoen in werking zet.
Bij netelcellen is de harpoendraad giftig, maar er zijn ook kleefdraden en wikkeldraden. Ook kan de harpoen met voldoende kracht afgeschoten worden om hun prooi daardoor te doden of inactiveren.
Neteldieren kunnen miljoenen nematocysten hebben, waarvan er altijd veel tegelijk gebruikt worden. Een geactiveerde cel herstelt zich niet, maar wordt vervangen.

## Neteldraden, kleefdraden en wikkeldraden
De term netelcel wordt soms gelijkgesteld aan nematocyste of cnidocyt, maar dat is niet juist. Een netelcel heeft zijn harpoen aan een holle draad, waar het gif via poriën uitstroomt. Er zijn ook kleefdraden, die de prooi vastgrijpen, en wikkeldraden die hem omwikkelen als een lasso.

## Stenotele nematocysten
Er zijn diverse soorten nematocysten, waarvan de stenotele nematocysten het gemakkelijkst te bestuderen zijn, mede omdat ze groter zijn dan de andere subtypen. Daardoor worden bevindingen voor dit subtype soms per abuis als algemeen geldend voor nematocysten beschouwd.
Bij onderzoek uit 2006 aan stenotelen van Hydra magnipapillata en Hydra oligactis (bruine zoetwaterpoliep) werd berekend dat de harpoen afgeschoten kon worden met een gemiddelde versnelling van 53 miljoen m/s². Ter vergelijking: een kogel uit een Beretta 92SB, een standaardpistool van de USAF, heeft bij het verlaten van de loop een gemiddelde versnelling gekregen die zo'n honderd keer kleiner is. Bij het meten van de stenotelen werd een camera gebruikt die 1,43 miljoen beeldjes per seconde maakte, maar zelfs die miste bij een aantal van de ruim 1200 metingen een deel van het gebeuren. De onderzoekers concludeerden dat de harpoen over een afstand van 13 micrometer versnelde van nul naar 60 tot 130 km per uur. De extreem dunne punt, 7 tot 23 nanometer, zou dan inslaan met een druk die vergelijkbaar was met een kogel. Daarmee zouden deze Hydra-soorten het integumentum (omhulsel) van hun prooien, veelal kleine kreeftachtigen, kunnen doorboren.